# Santiago Buena Vista
Santiago Buena Vista är en ort i Mexiko.   Den ligger i kommunen Asunción Nochixtlán och delstaten Oaxaca, i den sydöstra delen av landet, 300 km sydost om huvudstaden Mexico City. Santiago Buena Vista ligger 2 127 meter över havet och antalet invånare är 171.
Terrängen runt Santiago Buena Vista är kuperad åt sydost, men åt nordväst är den platt. Runt Santiago Buena Vista är det glesbefolkat, med 20 invånare per kvadratkilometer. Närmaste större samhälle är Asunción Nochixtlán, 2,8 km norr om Santiago Buena Vista. Trakten runt Santiago Buena Vista består i huvudsak av gräsmarker.